# Reinhold Rücker Angerstein

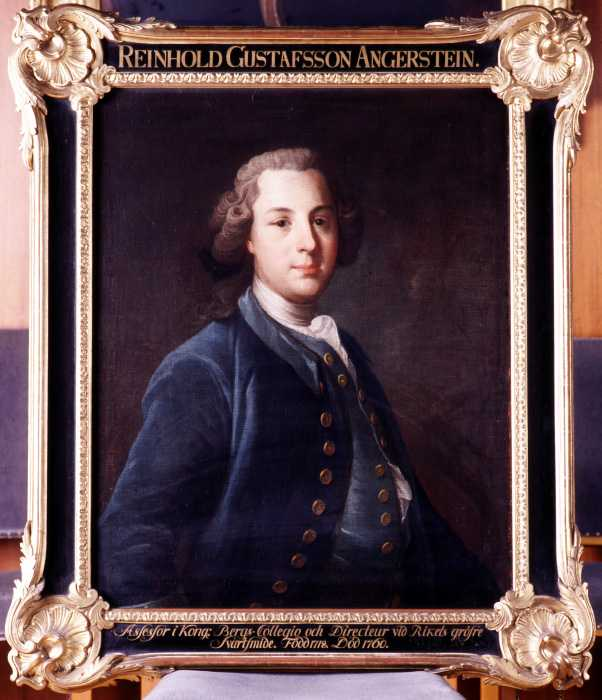
Reinhold Rücker Angerstein, porträtiert 1755 von Olof Arenius

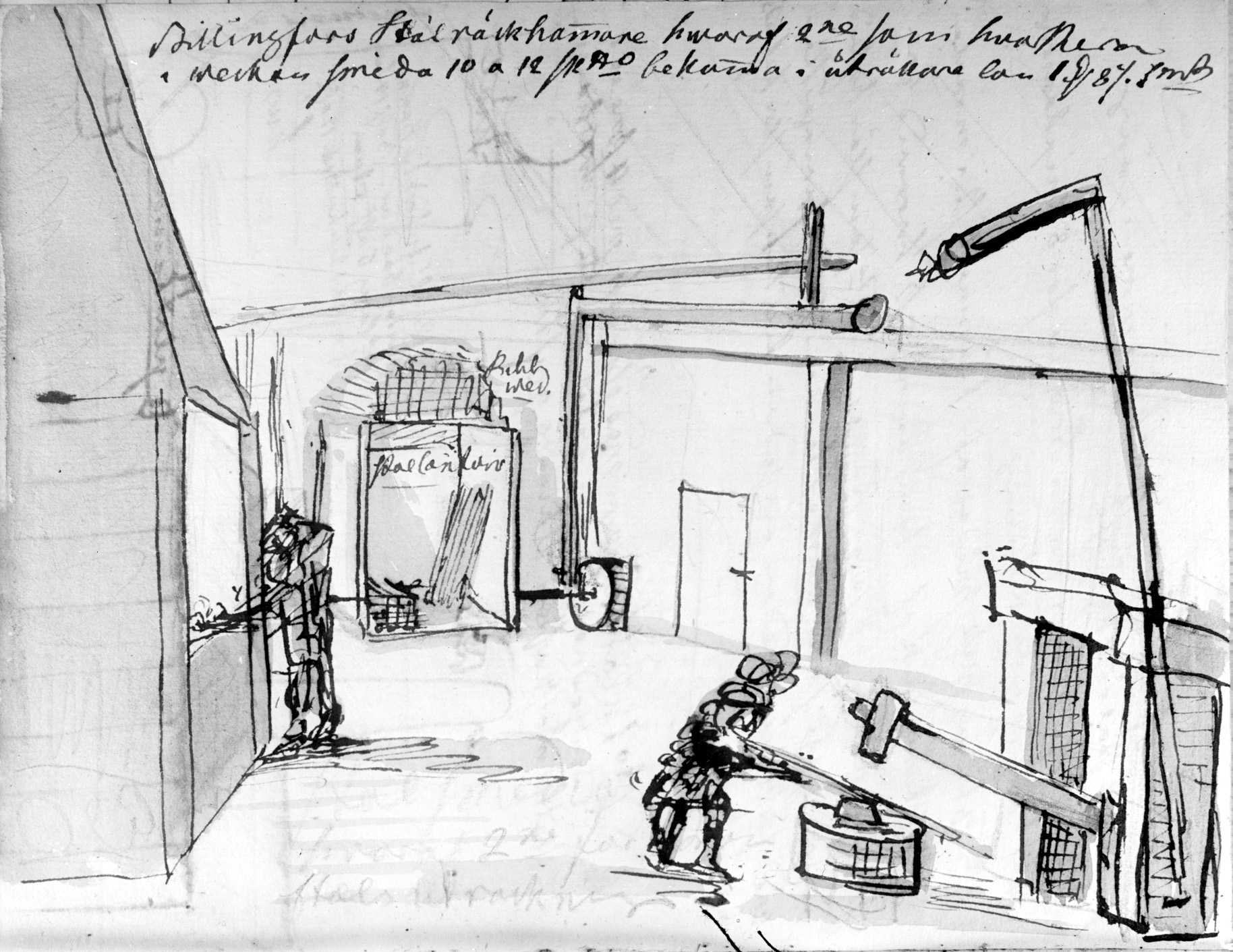
Skizze aus dem Eisenwerk Billingsfors

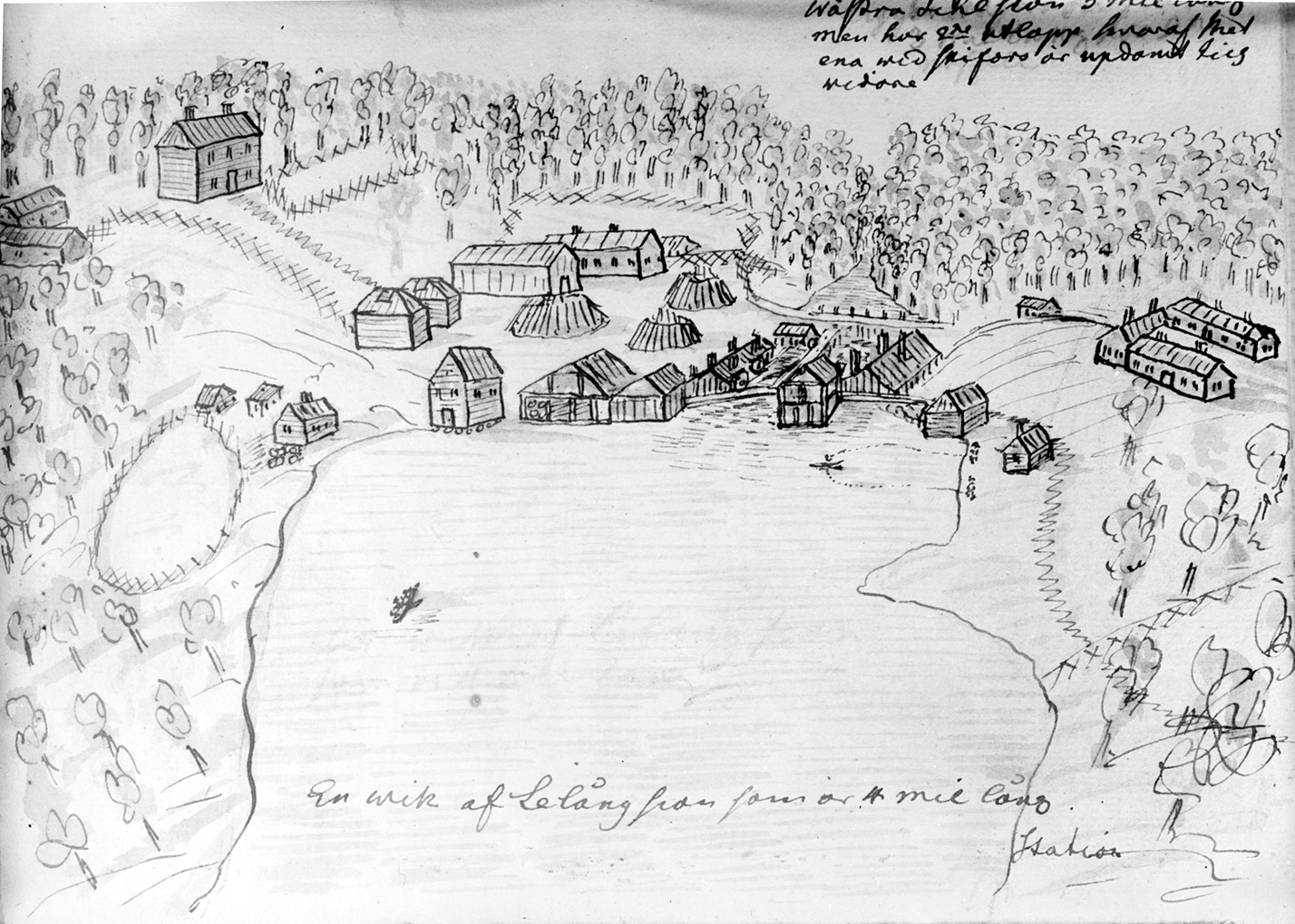
Übersichtszeichnung der Bauten des Eisenwerks Gustafsfors

Reinhold Rücker Angerstein (* 25. Oktober 1718 in Vikmanshyttan, Gemeinde Hedemora; † 5. Januar 1760 in Stockholm) war ein schwedischer Metallurg, Beamter und Unternehmer.

## Leben
Angerstein stammte aus einer alten schwedischen Familie von Eisenindustriellen mit deutschen Wurzeln: ein deutscher Urgroßvater war Besitzer einer Eisenhütte und 1639 nach Schweden ausgewandert. Nach seiner Schulausbildung in Uppsala, das er 1727 im Alter von 18 Jahren abschloss, arbeitete er bis zu seinem 24. Lebensjahr bei der schwedischen Aufsichtsbehörde für das Bergbau- und Hüttenwesen (Bergskollegium). Mit 31 Jahren begab er sich zwischen 1749 und 1777 auf mehrere lange Auslandsreisen, die ihn nach Deutschland, Österreich, Böhmen, Italien, Frankreich, Portugal, Belgien, Holland sowie nach Großbritannien führten. Von diesen Reisen, die vom Jernkontoret, der schwedischen Interessenvereinigung der Eisenindustriebranche, finanziert wurden, sandte er ausführliche und illustrierte Berichte in die Heimat, in denen er vor allem seine Beobachtungen zu technischen und wirtschaftlichen Aspekten des Bergbaus und der Eisenherstellung schilderte. Auf seiner Reise zwischen 1753 und 1755 nach England und Wales wurde er der Industriespionage verdächtigt. In Sheffield, wo er sich im Industriegebiet von Aftercliffe für ein neues, von Benjamin Huntsman entwickeltes Verfahren interessiert hatte, soll er nach wenigen Stunden aus der Stadt gewiesen worden sein.
Nach seiner Rückkehr erhielt er beim Bergskollegium einen Posten als Assessor und Direktor über die größten Stahlwerke des Landes („Direktör övfer rikets gröfre svartsmide“). Von seinen Inspektionsreisen zu schwedischen Stahlwerken sind ebenfalls Skizzen erhalten.
1757 kaufte er das Stahlwerk Vira in Uppland nordöstlich von Stockholm, das Waffen für die schwedische Armee produzierte. Er entwickelte weitreichende Pläne zur Erweiterung des Werkes, die er allerdings bis zu seinem Lebensende drei Jahre später nicht mehr verwirklichen konnte.